# Anhanguera piscator
 Anhanguera piscator  ist ein Vertreter der ausgestorbenen Flugsaurier aus der Santana-Formation in Brasilien.
Die Art gehört innerhalb der Kurzschwanzflugsaurier (Pterodactyloidea) zur Gruppe der Anhangueridae („Altteufelartige“) und lebte in der Unterkreide (Aptium). Der Flugsaurier wurde von Kellner & Tomida 2000 in die nahe verwandte Gattung Coloborhynchus gestellt, diese Zuordnung ist jedoch nicht allgemein anerkannt.

## Namensherkunft
Der Gattungsname Anhanguera (anhanga – „Teufel“; nera – „alt“) – „Alter Teufel“ kommt aus der Tupi-Sprache des gleichnamigen indigenen Volkes, das in der Region im Nordosten Brasiliens lebt, aus der die Fossilfunde stammen und bezieht sich auf einen bösartigen Geist. Das lateinische Artepithet piscator bedeutet „Fischer“.

## Anatomie
Von diesem Flugsaurier sind Teilskelette und verschiedene Knochen bekannt. Anhanguera piscator hatte wahrscheinlich eine Flügelspannweite von gut vier Metern und eine Schädellänge von etwa 50 Zentimetern. Damit war der Schädel etwa doppelt so lang wie der Rumpf. Die lange, schmale Schnauzenregion besaß viele lange und spitze Zähne. Ein schmaler Kamm entlang der Schnauzenoberseite unterstützte vermutlich die Stabilität des Fluges beim Packen der Beute. Der Fuß von A. piscator gehört zu den kleinsten aller Flugsaurier. CT-Aufnahmen seines Gehirns zeigen, dass der Flocculus, das Gehirnareal, das der Verarbeitung der vom Gleichgewichtsorgan übermittelten Signale dient, größer war als der der Vögel. Damit war das Tier sicher ein wendiger und geschickter Flieger.

## Lebensweise
Es wird vermutet, dass sich die Art vom Fischfang ernährte und sich – wie die verwandten Arten A. santanae und A. blittersdorffi – auf dem Boden vierbeinig (quadruped) fortbewegte, vergleichbar den heutigen Vampirfledermäusen.